# 1972年札幌オリンピック
1972年札幌オリンピック（1972ねんさっぽろオリンピック）は、日本の北海道札幌市で1972年（昭和47年）2月3日から2月13日まで行われた冬季オリンピックである。札幌1972（Sapporo 1972）と呼称される。アジアにおける史上初の冬季オリンピックであり、島における史上初の冬季オリンピックでもある。

## 開催までのいきさつ

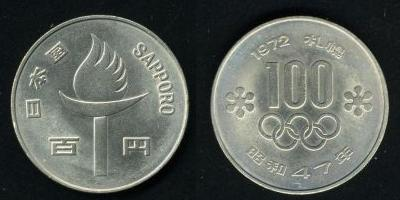
記念貨幣（100円白銅貨）

札幌は、1940年に「アジア初の夏季オリンピック」として開催される予定であった1940年東京オリンピックの開催と同年に、「アジア初の冬季オリンピック」としての1940年札幌オリンピックの開催が決定していたものの、軍部の反対や1937年に勃発した日中戦争の激化を受けて、東京での開催とともに日本政府が開催権を返上してしまった。
その後、1964年東京オリンピック開催が決定されたことを受けて、札幌におけるオリンピック招致を実現させようという機運が高まり、札幌も1968年の開催に立候補するが投票で敗れ、2度目の立候補となったこの時は、同じく前回の投票で敗れたカナダのカルガリーと同じアルバータ州のバンフとの事実上の一騎討ちとなった。
1966年4月26日にイタリアのローマで開催された第64回国際オリンピック委員会（IOC）総会において、開催地決定の投票が行われることになったが、この時IOC委員の最長老であった高石真五郎は病気のため現地入りを断念し、その代わりとして自身のアピールコメントを録音したテープを同委員の東龍太郎に託した。
そして総会での投票直前、東が許可を得て高石のコメント音声を会場に流したところ、この「高石アピール」が委員の間で大きな反響を呼び、投票で札幌は32票を獲得。対抗都市はバンフ・カルガリーが16票で、フィンランドのラハティとアメリカのソルトレイクシティが共に7票だったため、第1回投票での過半数獲得により札幌の開催が決定した。高石は総会から10ヶ月後の翌1967年2月25日に88歳で逝去した。
冬季大会は中止になった場合、回次が付かないため、公式的にも日本で冬季五輪初開催となった。

### 招致ポスターについて
栗谷川健一によって描かれた。アットゥシを着用したアイヌの男性を前面に出したもので、背景には札幌市の当時の風景などが描かれている。栗谷川自身はアイヌの誇りを表現する意図でこのポスターをデザインしたが、デザインについては和人・アイヌ民族の双方から賛否が分かれる結果となった([file:///C:/Users/himih/Downloads/160010390219shibuya-chukyo-u%20(1).pdf 参照])。ただ、批判的な意見については一様ではなく、アイヌの存在については肯定しつつステレオタイプなイメージが広まることを危惧した内容のもの(和人によるものとしては朝日新聞の投書、アイヌ側の意見としては北海道ウタリ協会によるコメント等)とアイヌ民族の存在そのものを否定する内容のもの(北海タイムスのコメントなど)に分かれる。

## シンボルロゴ
シンボルロゴ（オリンピックエンブレム）は、永井一正がデザインしたもので、1966年に選ばれた。上から白地に日本の日の丸を表す赤い正円・銀色地に雪の結晶を表した白の家紋「初雪」・白地に五輪マークと「SAPPORO'72」の文字をそれぞれ正方形の中に配したものとし、永井のほか亀倉雄策（1964年東京オリンピックのエンブレムを担当）、栗谷川健一、田中一光、仲條正義、原弘、細谷巖、和田誠を含めた計8名の「指名コンペ」だった。永井によると、デザイン条件は「SAPPORO」と開催年と五輪マークと共に冬のイメージを入れることとされた。
初雪紋は曲線的で日本らしさを表現するものとし背景色は銀世界や雪の輝きをイメージするとともに1964年東京五輪での金色を用いた配色と対照的となるように銀色とし、基本の縦一列のほか横一列や空白の正方形と組み合わせ大きな正方形内にまとめるといった可変的な活用も可能な形とした。のちにテレビ番組「デザインあ」のインタビューコーナー「デザインの人」では、永井が一番気に入っているデザインだと述べている。この他永井の提出した初期案として第1案で大きな六角形内に日の丸と五輪マークを入れ各頂点から3つずつ小さな六角形を伸ばし下にSAPPORO'72と書いた雪の結晶の拡大図をイメージしたものや、第2案では縦の長円形を基調に内側の上から日の丸・五輪・初雪紋と下部曲線内にSAPPORO'72と書いた形とするも横での使用時に迫力がなくなることから各要素をバラバラに活用することを模索し正方形の正式案となった。

## ハイライト
- 開会式は1972年2月3日木曜日午前11時から真駒内屋外競技場で行われた。気温零下8度、5万4千人の大観衆の中、35か国の選手団が入場し、日本選手団はスキージャンプ選手の益子峰行が旗手を務め最後に入場。聖火は札幌北高校1年生でフィギュアスケート選手の辻村いずみがトーチを掲げながら入場し氷上を滑走後、バックスタンドの下でトーチを渡された最終走者、札幌旭丘高校1年生の高田英基が聖火台へ続く階段を駆け上がり点火した（1972年札幌オリンピックの開会式も参照）。昭和天皇が1964年東京オリンピックに続き2度目となるオリンピック大会開会宣言を行ったが、同一人物が複数のオリンピック大会で開会宣言を行うのは史上3人目であった[5]。
- スキージャンプ70m級（現在のノーマルヒル）では笠谷幸生が1位、金野昭次が2位、青地清二が3位と、日本人が冬季オリンピックでは初めて表彰台を独占した。日本は地元とあって大選手団を送り込み、冬季オリンピックの歴史上メダル獲得は猪谷千春による1956年コルチナ・ダンペッツオオリンピックアルペン回転銀メダルの1個だけだった時代に、ジャンプ70m級の金銀銅メダル独占という快挙に結実した。このメダル独占は、この時から日本のジャンプ陣が日の丸飛行隊と呼ばれるようになった。
- フィギュアスケートで氷上で尻もちをつきながらも銅メダルをとったアメリカのジャネット・リンが「札幌の恋人」「銀盤の妖精」と呼ばれ、日本中で人気になった。当時カルピスのCMにも出演した。
- ソ連のガリナ・クラコワがクロスカントリースキー女子の3種目すべてで優勝する快挙を達成した[6]。
- オランダのアルト・シェンクがスピードスケート男子4種目中1500m、5000m、10000mで優勝、三つの金メダルを得た[6]。
- アルペンスキー女子ではほとんど無名のマリー＝テレース・ナディヒ（スイス）が滑降と大回転の2冠に輝いた[6]。
- バイアスロン男子20kmでマグナル・ソルベリ（ノルウェー）が1968年グルノーブルオリンピックに続いて優勝、同種目史上初の連覇を達成した[6]。
- アルペンスキー男子回転で優勝したフランシスコ・フェルナンデス・オチョアがスペインに初の金メダルをもたらした。
- 本大会の開催前に、オリンピック憲章に示されたアマチュアリズムをめぐって大きな論争が巻き起こった。IOCのアベリー・ブランデージ会長は報酬を受け取ったとされる40人のアルペンスキー選手の参加資格を剥奪すると発表、それに対してFIS（国際スキー連盟）がスキー競技をボイコットする可能性があると言い出し、両者は対立関係になった為、妥協策としてオーストリアのカール・シュランツ（スキーメーカーから年間5万ドルのスポンサー料を得ていた）の出場を認めない事で決着した[7]。この結果は「金持ちしか五輪に出られなくなる」と選手たちから反発を浴びた。シュランツもその後1989年に復権している。また、カナダも共産圏選手が実質プロであるのに参加が認められたことに反発、アイスホッケーチームの派遣を拒否した。
- 歴史的には木製のスキー板を使用する選手が金メダルを獲得した最後の大会となった。以後クロスカントリースキーのトップクラスの選手はグラスファイバー製のスキー板を使用するようになる[8]。
- 大会のテーマ曲となったのは、作詞：河邨文一郎、作曲：村井邦彦でトワ・エ・モワほかが歌った『虹と雪のバラード』だった。
- 世界にオリンピックを中継する国際映像の制作にあたるホストブロードキャスターは、NHKが担当した（北海道放送も制作協力に参加）。また、オリンピックのテレビ放送では初めて完全カラー放送を行った[9]。

## 参加国・地域
35か国・地域から1128人（男性911人女性217人）の選手と527人の役員が参加した。中華民国とフィリピンは冬季オリンピックに初めて参加した。
（）内は選手数: 男,女の順
- アルゼンチン (2: 2,0)
- オーストラリア (4: 4,0)
- オーストリア (48: 37,11)
- ベルギー (1: 1,0)
- ブルガリア (5: 5,0)
- カナダ (54: 34,20)
- 中華民国 (10: 9,1)
- チェコスロバキア (44: 40,4)
- フィンランド (53: 45,8)
- フランス (43: 35,8)
- 東ドイツ (42: 29,13)
- 西ドイツ (90: 73,17)
- イギリス (41: 34,7)
- ギリシャ (3: 3,0)
- ハンガリー (1: 0,1)
- イタリア (55: 52,3)
- イラン (4: 4,0)
- 日本 (90: 70,20)
- 韓国 (5: 1,4)
- 北朝鮮 (7: 0,7)
- レバノン (2: 2,0)
- リヒテンシュタイン (4: 3,1)
- モンゴル (4: 4,0)
- オランダ (13: 7,6)
- ニュージーランド (2: 2,0)
- ノルウェー (75: 64,11)
- フィリピン (2: 2,0)
- ポーランド (51: 43,8)
- ルーマニア (14: 14,0)
- スペイン (3: 2,1)
- スウェーデン (64: 55,9)
- スイス (63: 57,6)
- アメリカ合衆国 (118: 91,27)
- ソビエト連邦 (84: 60,24)
- ユーゴスラビア (27: 27,0)

## 実施競技と日程
| 競技名 / 日付  | 競技名 / 日付          | 3 | 4 | 5 | 6 | 7 | 8 | 9 | 10 | 11 | 12 | 13 |
| -------------- | ---------------------- | - | - | - | - | - | - | - | -- | -- | -- | -- |
| 開閉会式       | 開閉会式               | • |   |   |   |   |   |   |    |    |    | •  |
| スキー         | アルペンスキー         |   |   | • |   | • | • | • | •  | •  | •  | •  |
| スキー         | クロスカントリースキー |   | • |   | • | • |   | • | •  |    | •  | •  |
| スキー         | スキージャンプ         |   |   |   | • |   |   |   |    | •  |    |    |
| スキー         | ノルディック複合       |   | • | • |   |   |   |   |    |    |    |    |
| スケート       | スピードスケート       |   | • | • | • | • |   | • | •  | •  | •  |    |
| スケート       | フィギュアスケート     |   | • | • | • | • | • |   | •  |    |    |    |
| アイスホッケー | アイスホッケー         | • | • | • | • | • | • | • | •  |    | •  | •  |
| ボブスレー     | ボブスレー             |   | • | • |   |   |   |   |    | •  | •  |    |
| リュージュ     | リュージュ             |   | • | • |   | • |   |   | •  |    |    |    |
| バイアスロン   | バイアスロン           |   |   |   |   |   |   | • |    | •  |    |    |

## 国・地域別メダル獲得数
リュージュ競技で、イタリアと東ドイツが同タイムになったため、金メダルの数は、銀メダルの数より2枚多い。

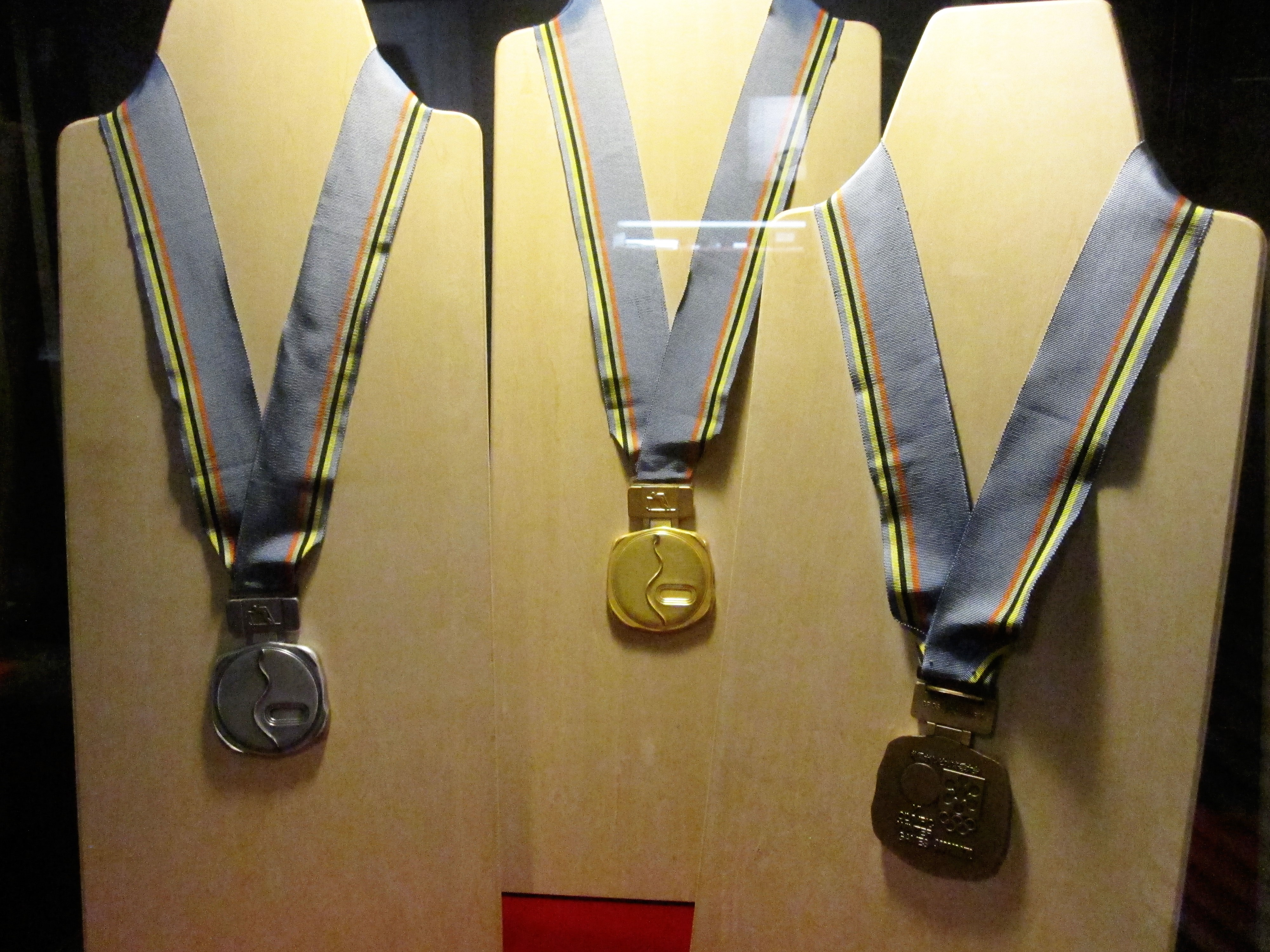
陶芸家の八木一夫とグラフィックデザイナーの田中一光によりデザインされた札幌オリンピックのメダル、造幣さいたま博物館にて展示。

開催国である日本選手団は金メダル1個銀メダル1個銅メダル1個を獲得した。
| 順 | 国・地域       | 金 | 銀 | 銅 | 計 |
| -- | -------------- | -- | -- | -- | -- |
| 1  | ソビエト連邦   | 8  | 5  | 3  | 16 |
| 2  | 東ドイツ       | 4  | 3  | 7  | 14 |
| 3  | スイス         | 4  | 3  | 3  | 10 |
| 4  | オランダ       | 4  | 3  | 2  | 9  |
| 5  | アメリカ合衆国 | 3  | 2  | 3  | 8  |
| 6  | 西ドイツ       | 3  | 1  | 1  | 5  |
| 7  | ノルウェー     | 2  | 5  | 5  | 12 |
| 8  | イタリア       | 2  | 2  | 1  | 5  |
| 9  | オーストリア   | 1  | 2  | 2  | 5  |
| 10 | スウェーデン   | 1  | 1  | 2  | 4  |
| 11 | 日本（開催国） | 1  | 1  | 1  | 3  |

## 会場
呼称はいずれも開催時の呼称である。
- 札幌市

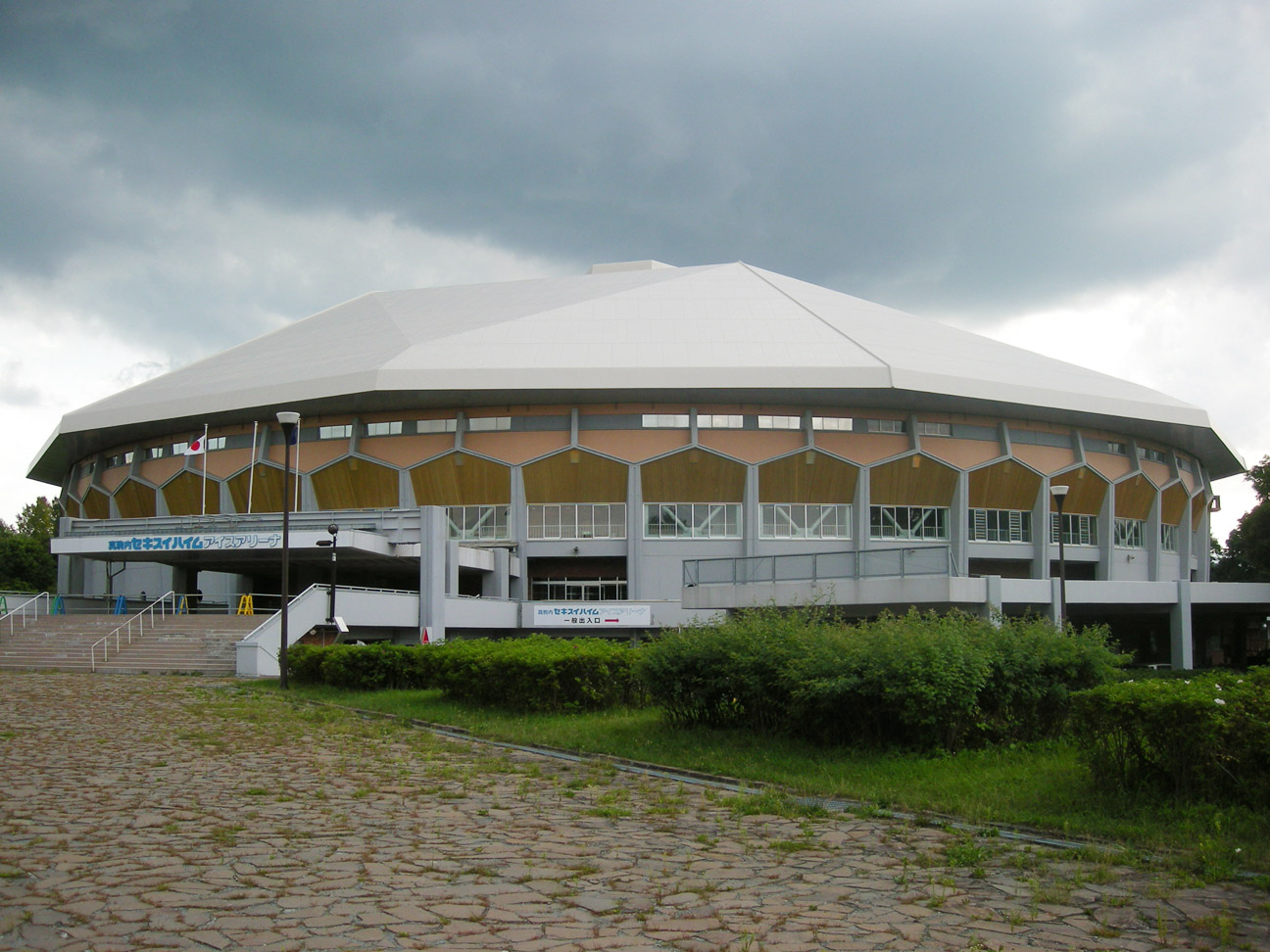
真駒内屋内競技場

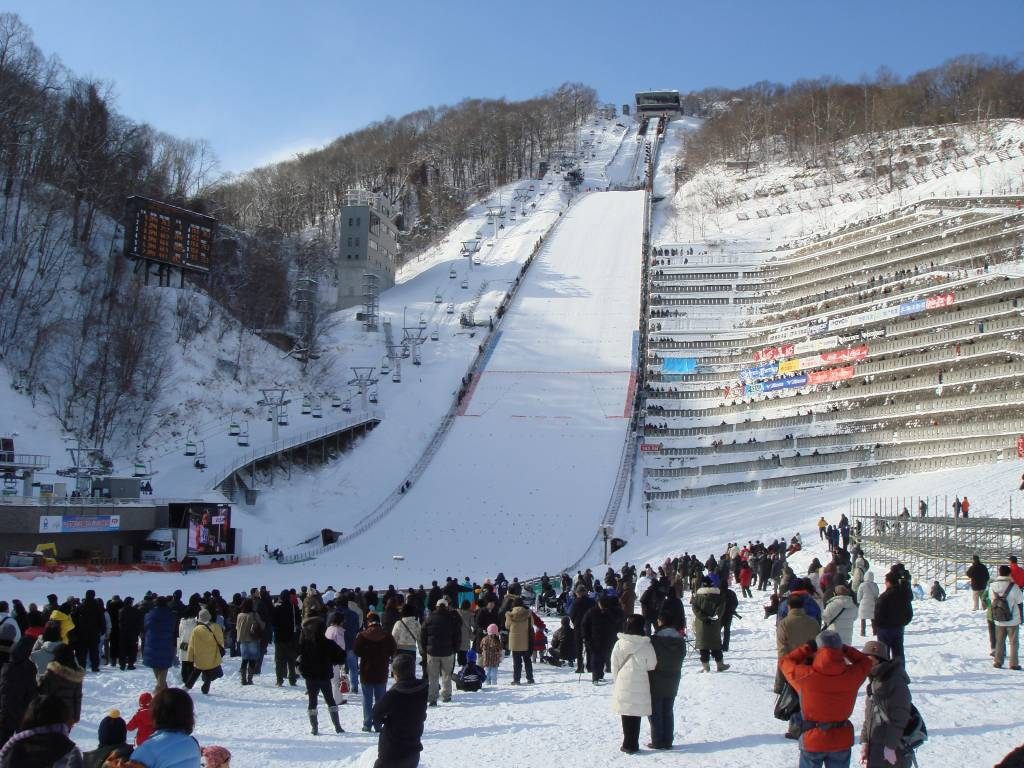
大倉山ジャンプ競技場

  - 真駒内スピードスケート競技場：開会式、スピードスケート
  - 真駒内屋内スケート競技場：閉会式、フィギュアスケート、アイスホッケー
  - 月寒屋内スケート競技場：アイスホッケー
  - 美香保屋内スケート競技場：フィギュアスケート
  - 真駒内距離競技場：距離
  - 大倉山ジャンプ競技場：スキージャンプ90m級
  - 宮の森ジャンプ競技場：スキージャンプ70m級
  - 手稲山回転競技場：回転
  - 手稲山大回転競技場：大回転
  - 手稲山ボブスレー競技場：ボブスレー
  - 手稲山リュージュ競技場：リュージュ

  - 藤野リュージュ競技場：リュージュ（第2コース、手稲山リュージュ競技場が天候の都合で使えない場合の予備コース）[12]
  - 真駒内バイアスロン競技場：バイアスロン
  - オリンピック村：真駒内緑町
- 千歳市
  - 恵庭岳滑降競技場：滑降

競技のために山腹の樹木を広範囲に伐採したことは、オリンピックによる自然破壊として一部から批判を浴びることになった。手塚治虫の『ブラック・ジャック』にもこれをモチーフとしたエピソードがある。もっとも、オリンピック終了後に植林され、現在では、冬季積雪時によく注意してみないとコース跡がわからない程度には復旧している。なおこの一件が、のちの1998年長野オリンピックにおける滑降競技場設営問題につながることになる。

## 次期開催都市の変更
1972年2月13日に行われた閉会式では、「デンバー'76」との掲示がされてアメリカ国歌が演奏された。次期冬季五輪1976年大会の開催地がアメリカのデンバーに決まっていたためである。ところがこの後、同市が財政難を理由とする（異論も存在する）地元住民の強い反対により開催を返上し、1976年大会はインスブルックに変更となった。なお、大会旗の引き継ぎ式は当時の慣例通りに、インスブルックオリンピックの開会式の中で板垣武四札幌市長出席のもと行われた。

## 開催による影響
世界的にも稀な積雪都市として有名な札幌の交通環境を向上させた地下鉄（札幌市営地下鉄）開通や、地下街（さっぽろ地下街）の建設、真駒内地区の整備や市街の近代化などインフラ整備に多大な貢献をしたと評価されている。
またインフラ整備だけでなく、オリンピックの開催により札幌の知名度が世界的に向上し、国際化に大いに役立った。北米大陸では三菱自動車がその知名度の向上に着目し、「sapporo（日本名はギャランΛ）」という名称の車種を売り出すなどの事例もあった。さらに冬季スポーツ用施設が充実したことにより、後にスキージャンプのFISワールドカップに組み込まれるなど、アジアの冬季競技の拠点としての地位を築いたといわれる。

## 関連作品

### 記録映画
1964年東京オリンピックと同様に記録映画が作られた。タイトルは「札幌オリンピック」で、監督は篠田正浩。同年夏に公開。2部構成の大作で、「東京オリンピック」と比較すると記録性に配慮した手堅い作りになっている。2005年に東宝からDVDが発売された。

### 映像作品
札幌オリンピック35周年記念番組として、2007年2月25日にTBS系列で、HBC北海道放送制作のテレビドラマ『たった一度の雪 ～SAPPORO・1972年～ 』が放送された。

### レコード
- 札幌オリンピック冬季大会行進曲集（制作：札幌オリンピック冬季大会組織委員会）1971年8月製作
  - 『札幌オリンピックマーチ「白銀の栄光」』（作曲・指揮：山本直純、演奏：コロムビア吹奏楽団）日本コロムビアBKSー27（GTー2027）
  - 『NHK制作・村井邦彦「虹と雪のバラード」から行進曲「虹と雪」』（作曲・編曲・指揮：岩河三郎、演奏：コロムビア吹奏楽団）BKSー27（GTー2028）
  - 『行進曲「純白の大地」』（作曲・指揮：古関裕而、演奏：コロムビア吹奏楽団）BKSー28（GTー2029）
  - 『賛歌「純白の大地」』（作詞：清水みのる、作曲・指揮：古関裕而、合唱：日本合唱協会、伴奏：コロムビア吹奏楽団）BKSー28（GTー2030）

## 開催後の再招致活動

### 1984年冬季オリンピック招致活動
1984年に2回目の冬季オリンピックを開催しようと立候補したが、サラエボに敗れた。背景には72年大会当時、スキー競技のコースを造成する際に恵庭岳の山林を伐採するといった開発行為が行われたため、環境保護団体などからの批判が噴出し、招致を逃したとされている。

### 2016年夏季オリンピック招致活動
2016年に夏季オリンピックを開催しようと東京都や福岡市とともに立候補という声が、自民党の一部議員から起こった。実現すれば史上初めての夏季・冬季両五輪開催都市として話題を集めるはずだったが、上田文雄札幌市長は市議会で財政難に伴い辞退を表明した。
誘致に際して札幌市は市民アンケートを行い、「反対」が「賛成」をわずかながら上回っていたとした。アンケート対象は20歳以上の市民1万人、回答はその約半分の5103人であった。実数としては、「反対」が35.3%、「賛成」が33.3%、「どちらともいえない」が26.9%、「関心がない」が2.3%の内訳となり、「反対」と「賛成」の差はわずか102人だった。
また、札幌市の姉妹都市であるミュンヘンは、2018年冬季オリンピック開催都市に立候補した。開催が実現すれば史上初の夏季・冬季両五輪開催都市となるところだったが、平昌に敗れ、実現には至らなかった。両市はともにFIFAワールドカップとオリンピックを開催したことのある数少ない都市である。一方、2008年北京オリンピックを開催した北京が2022年冬季オリンピック開催都市に立候補し、2015年7月31日のIOC総会で開催都市に決定。これにより、史上初の夏季・冬季両五輪開催都市となった。

### 本大会以降の冬季オリンピック招致活動
2014年11月27日、札幌市は2026年に開かれる冬のオリンピックとパラリンピックの開催都市に、立候補する方針を正式に表明した。
招致が実現すれば、日本では2020年夏の東京大会から僅か6年の間に2回、オリンピックとパラリンピックが開催されることになるはずであった。しかし、2022年の冬季オリンピック開催都市が北京に決定したことから、2018年平昌オリンピックから3大会連続してアジアでの冬季オリンピック開催は非常に難しいとの見方がそもそもあった。
そのようななか、2018年5月10日、2030年度の北海道新幹線の札幌延伸など市街地の大型再開発等の事業と歩調を合わせて2030年大会の招致を望む声が経済界を中心に大きいため、札幌市が地元の要望を踏まえて、目標を2030年大会に変更したいとの意向を日本オリンピック委員会に伝えた。両者は変更の是非を検討していくとしたが、同年9月6日に発生した北海道胆振東部地震によって招致活動が困難となり、9月17日に2026年五輪招致を断念することをIOCに伝達、IOC側も理解を示し、2030年大会を目指すこととなった。なお、2026年冬季オリンピックは、2019年6月24日にスイスのローザンヌで開催された第134次IOC総会において、イタリアのミラノ／コルティナ・ダンペッツォでの開催が決定した。